# Alexandria (Kentucky)
Alexandria város az USA Kentucky államában. Lakosainak száma 10 341 fő (2020. április 1.).

## Népesség
A település népességének változása:

| 2010 | 8 477  |
| 2020 | 10 341 |